# ジアトキサンチン
ジアトキサンチン(Diatoxanthin)は、植物プランクトンや珪藻に見られるキサントフィルの一種である。化学式C40H54O2を持つ。